# Зильский диалект

Ареал зильского диалекта (обозначен тёмно-бордовым цветом) на карте распространения диалектов словенского языка

Зи́льский диале́кт (словен. ziljsko narečje, ziljščina) — один из диалектов каринтийской группы, распространённый в южных районах Австрии и в соседних с ними приграничных районах Словении и Италии. В ареале данного диалекта обособлены краньскогорские говоры, в которых отмечается влияние языковых черт гореньских диалектов.

## Область распространения
Ареал зильского диалекта является самым западным ареалом каринтийской диалектной территории. Его северная часть размещена в Австрии — в южных районах федеральной земли Каринтия, она охватывает территорию Зильской долины, в среднем и нижнем течении реки Гайль (Zilja) — от города Хермагор (Šmohor) на западе до озера Факер-Зе (Baško jezero) на востоке. Юго-западная часть области распространения зильского диалекта размещена в Италии — в северо-восточных районах области Фриули — Венеция-Джулия, она охватывает территорию верхней части Канальской долины — от коммуны Понтебба (Tablja) на западе до верховьев реки Сава-Долинка на востоке. Юго-восточная часть зильского ареала размещена на территории Словении от верховьев Сава-Долинки на западе до селения Гозд-Мартулек на востоке — в основном это ареал обособленных краньскогорских (зильско-гореньских) говоров.
Основными населёнными пунктами, в которых распространены говоры зильского диалекта, являются: в Италии — в коммуне Мальборгетто-Вальбруна (Naborjet-Ovčja vas) — Уговицца (Ukve), Мальборгетто (Naborjet), Вальбруна (Ovčja vas) и в коммуне Тарвизио (Trbiž) — Кампороссо (Žabnice), Каве де Предил (Rabelj); в Австрии — в коммуне Хермагор-Прессеггер-Зе (Šmohor-Preseško jezero) — Фёролах (Borlje), в коммуне Финкенштайн-ам-Факер-Зе (Bekštanj) — Фаак (Bače), Маллестиг (Malošče/Bekštanj) и Фюрниц (Brnca), в коммуне Файстриц-ан-дер-Гайль (Bistrica na Zilji) — Файстриц (Bistrica), в коммуне Арнольдштайн (Podklošter) — Арнольдштайн (Podklošter); в Словении — в общине Краньска-Гора — Краньска-Гора, Ратече и Гозд-Мартулек.
С севера и северо-запада область распространения зильского диалекта граничит с ареалом южнобаварского диалекта немецкого языка, с юго-запада — с ареалом фриульского языка. С юга к зильскому ареалу примыкает ареал присочского диалекта приморской группы, с юго-востока — ареал гореньского диалекта гореньской группы, с востока — ареал каринтийского рожанского диалекта.

## Диалектные особенности
Для зильского диалекта характерны следующие языковые особенности:
1. Наличие политонического ударения во всех говорах диалекта.
2. Редукция предударных гласных до звука ə.
3. В заударной позиции переход широких e, o > a.
4. Сокращение долгих гласных в закрытых слогах: zvíezda > zvèzda, но sréda.
5. Утрата ринезма в носовых гласных: lenča.
6. Сохранение праславянских групп tl, dl (более широкое, чем в литературном языке): jèdu̯a; vìdle; krídlo/krídu̯o «крыло» (литер. словен. krilo)[4].
7. Наличие приставки vi-.
8. Согласная v > b перед e, i, r, l: veliko > bliko.
9. Появление зияния в результате выпадения интервокального v: krava > kraa «корова».
10. Сохранение звонких шумных согласных в позиции конца слова.
11. Формирование частицы условного наклонения из be- и -sem: 2-е лицо — besi; 3-е лицо -be.